# Новониколаевское (Новгородская область)
Новониколаевское — деревня в Новгородском муниципальном районе Новгородской области. Относится к Савинскому сельскому поселению.
Деревня расположена вдоль автомобильной дороги на правобережье реки Малый Волховец у её впадения в Волхов, по левому берегу небольшой реки Робейка. К северу на правом берегу реки Робейки, за мостом, расположена деревня Робейка, а далее к северу менее чем в трёх километрах на берегу Волхова находится более крупная деревня — Слутка.
Неподалёку от деревни расположено озеро Холопье, на берегу этого озера находится археологический памятник V—VIII веков — городище Холопий городок. А на противоположном берегу Малого Волховца, у берега Волхова расположен Хутынский монастырь.
В Новониколаевском жила Николаева Мария Михайловна,  Герой Социалистического Труда. 
| 2010 |
| ---- |
| 77   |

Деревня соединена автобусным сообщением, как с областным центром — Великим Новгородом и административным центром сельского поселения — деревней Савино, так и близлежащими населёнными пунктами.

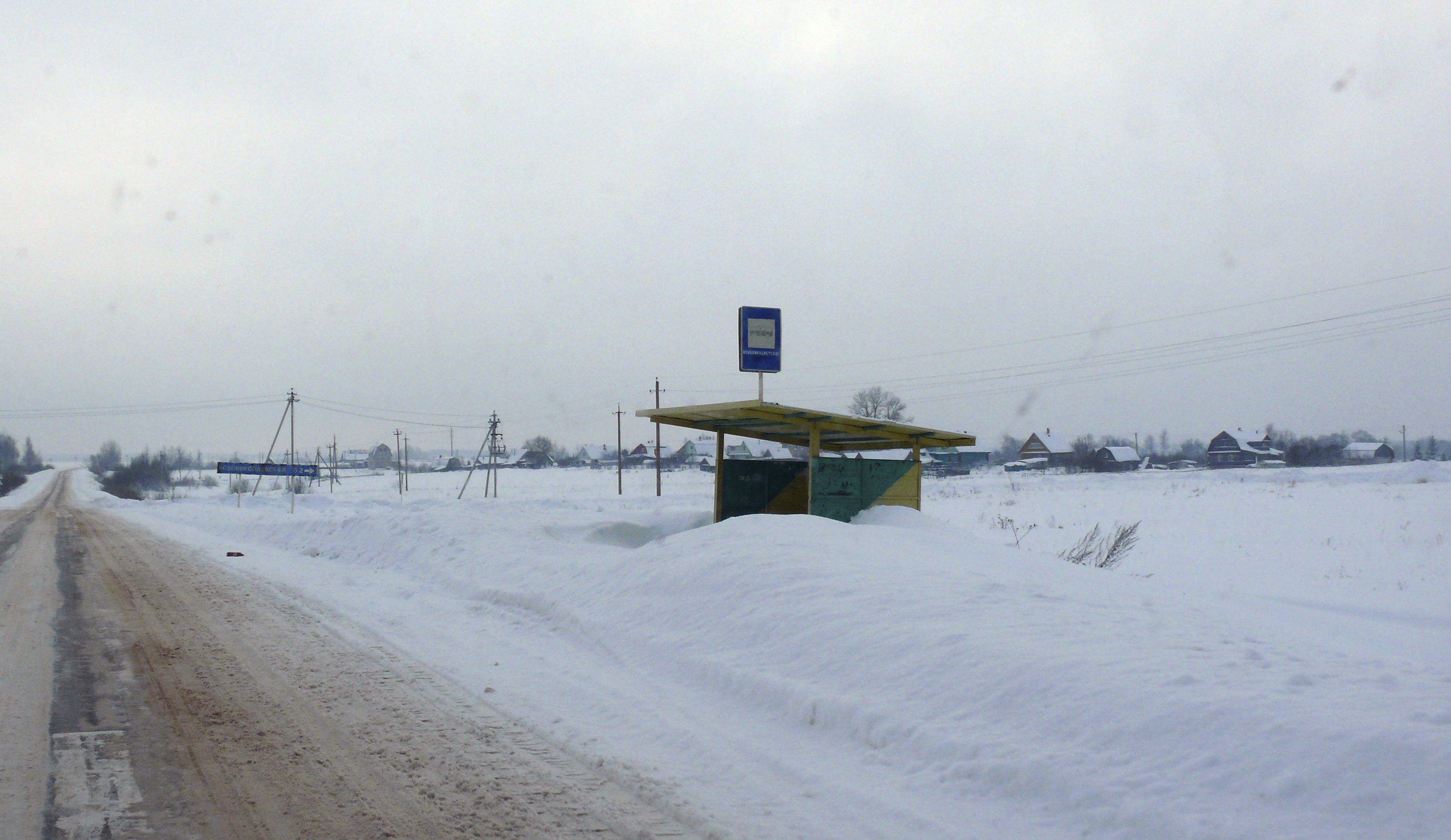
Автобусная остановка и сама деревня Николаевское на заднем плане